# Irkut MC-21
O Irkut MS-21 (em russo:  МС-21 "Магистральный Самолёт 21 века" - "Magistralny Samolyot 21 veka" - "Aeronave Comercial do Século XXI") é uma família de três modelos de aeronaves comerciais russas de dois motores, para curto e médio alcance, com uma capacidade de 150 a 212 passageiros, sendo desenvolvidas e a serem produzidas pela Irkut e Yakovlev do grupo United Aircraft Corporation (UAC).
O design é baseado no nunca produzido Yakovlev Yak-242, como um desenvolvimento do trireator Yakovlev Yak-42.
Com o objetivo de substituir os Tupolev Tu-154 e os Tupolev Tu-204/214 em serviço, a certificação do MCa-21 e sua entrega foi inicialmente planejada para 2016, mas a entrega das aeronaves foi prorrogada para 2017.

## Versões
O modelo de base MS-21-200 foi desenhado para carregar 150 passageiros em configuração de classe única e será seguido pelas versões -300 (para 181 passageiros) e o -400 (para 212 passageiros) com modelos básicos e de alcance estendido (ER - Extended Range), além de uma versão de muito longo alcance MS-21-200LR.
MS-21-100
Foi planejado como o menor modelo para até 132 passageiros. Não será mais construído, a fim de não competir com a versão alongada para 110 a 130 assentos do Sukhoi Superjet 100.
MS-21-200
Modelo de base para até 162 passageiros, similar ao Airbus A319, Comac C919 e Boeing 737-700. Seu alcance é 3500 km, porém seu peso e o empuxo do motor escolhido não foram divulgados ainda.
MS-21-300
Modelo para até 198 passengers, similar ao Airbus A320, Comac C919 e Boeing 737-800. Seu alcance é 3500 km, porém seu peso e o empuxo do motor escolhido não foram divulgados ainda.
MS-21-400
Modelo proposto alongado para até 230 passageiros, similar ao Airbus A321, Boeing 737-900ER, Boeing 757-200 e Tupolev Tu-204-100/214. Seu alcance é 3500 km, porém seu peso e o empuxo do motor escolhido não foram divulgados ainda.
MS-21-200ER
Seu alcance é aumentado para 5000 km, veja especificações abaixo.
MS-21-300ER
Seu alcance é aumentado para 5000 km, veja especificações abaixo.
MS-21-400ER
Modelo proposto. Seu alcance é aumentado para 5500 km, veja especificações abaixo.
MS-21-200LR
Versão de muito longo alcance proposta. Seu alcance é aumentado para 6500 km, mas nenhuma outra especificação foi publicada.

## Especificações
|                          | MS-21-200ER                                                 | MS-21-300ER                                                 | MS-21-400ER                                                 |
| ------------------------ | ----------------------------------------------------------- | ----------------------------------------------------------- | ----------------------------------------------------------- |
| Tripulação Técnica       | Dois                                                        | Dois                                                        | Dois                                                        |
| Capacidade de assentos   | 150 (classe única, standard) 162 (classe única, densa)      | 181 (classe única, standard) 198 (classe única, densa)      | 212 (classe única, standard) 230 (classe única, densa)      |
| Distância entre assentos | 82 cm (classe única, standard), 76 cm (classe única, densa) | 82 cm (classe única, standard), 76 cm (classe única, densa) | 82 cm (classe única, standard), 76 cm (classe única, densa) |
| Comprimento              | 35,9 m                                                      | 41,5 m                                                      | 46,7 m                                                      |
| Envergadura              | 35,9 m                                                      | 35,9 m                                                      | 36,8 m                                                      |
| Altura                   | 11,5 m                                                      | 11,5 m                                                      | 12,7 m                                                      |
| Peso Máximo de Decolagem | 67 600 kg                                                   | 76 180 kg                                                   | 87 230 kg                                                   |
| Capacidade de Carga      | 37,4 m3                                                     | 53,3 m3                                                     | 70,1 m3                                                     |
| Alcance (MTOW)           | 5000 km                                                     | 5000 km                                                     | 5500 km                                                     |
| Motorização              | Aviadvigatel PD-14A Pratt & Whitney PW1400G                 | Aviadvigatel PD-14 Pratt & Whitney PW1400G                  | Aviadvigatel PD-14M Pratt & Whitney PW1400G                 |
| Empuxo Máximo            | 122,6 kN 12 500 Kgf; 27 558 lbf                             | 137,3 kN 14 000 Kgf; 30 865 lbf                             | 153 kN 15 600 Kgf; 34 392 lbf                               |

Fontes: United Aircraft Corporation, Allbusiness, Aviadvigatel and Pratt & Whitney